# Jukivți, Obuhiv
Jukivți (în ucraineană Жуківці) este o comună în raionul Obuhiv, regiunea Kiev, Ucraina, formată numai din satul de reședință.

## Demografie
Componența lingvistică a comunei Jukivți
     Ucraineană (96,58%)
     Rusă (3,42%)
Conform recensământului din 2001, majoritatea populației comunei Jukivți era vorbitoare de ucraineană (96,58%), existând în minoritate și vorbitori de rusă (3,42%).